# Gremista

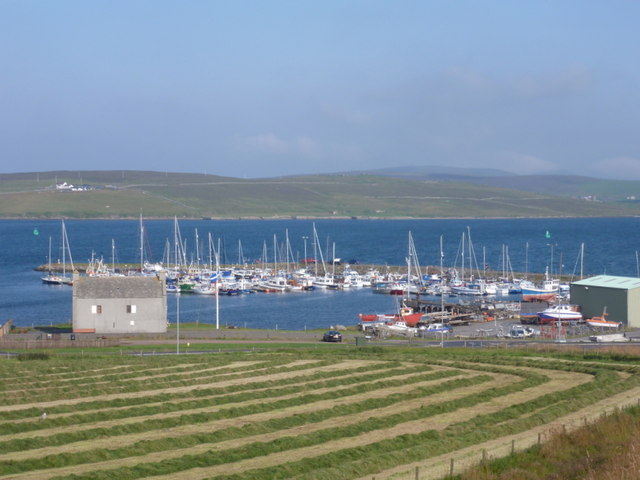
Blick auf die Marina von Gremista

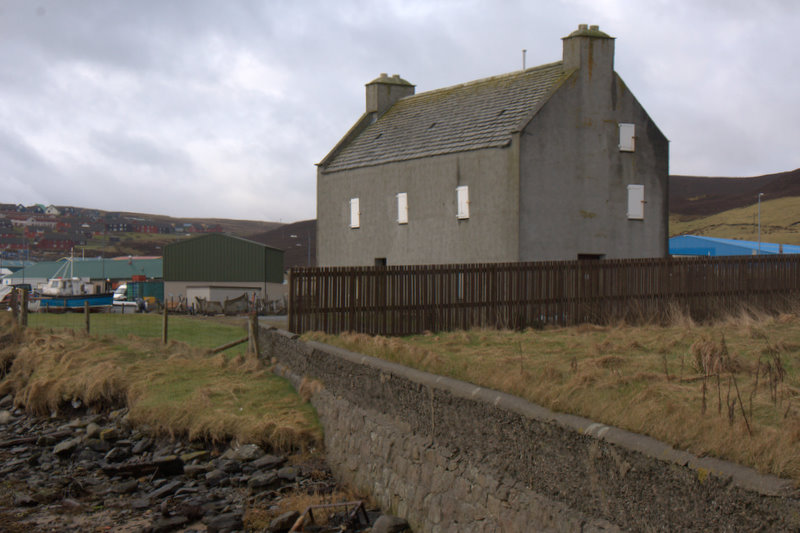
Die Bod of Gremista

Gremista ist eine Ortschaft, die im Südosten der zu Schottland zählenden Shetlands liegt.

## Geographie
Gremista liegt am Rande von Lerwick, das Stadtzentrum zwei Kilometer entfernt im Südosten, am westlichen Ufer der Meeresenge Bressay Sound. In sie fließen die Bäche North Burn of Gremista und South Burn of Gremista. Überragt wird der Ort vom 113 Meter hohen Hill of Gremista, anderthalb Kilometer entfernt im Norden. Benachbart im Nordosten liegt die Landspitze Point of Scattland. Gremista ist wirtschaftlich geprägt durch den Hafen von Lerwick, im Ort befindet sich der Hauptsitz des Shetland Colleges.
Auf der gegenüberliegenden Seite des Sounds liegt die Ortschaft Heogan.

## Historisches
Im Rahmen der historischen Gliederung Schottlands in Civil Parishes zählt Gremista zu Lerwick. Die Bod of Gremista ist 1971 als Listed Building der Kategorie B eingestuft worden.

## Söhne und Töchter des Ortes
- Arthur Anderson (1791–1868), britischer Unternehmer und Politiker